# Amphitethya
Amphitethya is een geslacht van sponsdieren uit de klasse van de Demospongiae (gewone sponzen). 

## Soorten
- Amphitethya aruensis (Hentschel, 1912)
- Amphitethya microsigma Lendenfeld, 1907
- Amphitethya stipitata (Carter, 1886)